# Metegol
Pour plus de détails, voir Fiche technique et Distribution.
Metegol est un film d'animation argentin et espagnol sorti en 2013.

## Fiche technique
- Titre original : Metegol
- Titre anglais : Underdogs
- Réalisation : Juan José Campanella
- Scénario : Horacio Fontova, Fabián Gianola, Lucia Maciel, David Masajnik et Pablo Rago
- Musique originale : Emilio Kaudever
- Sociétés de production : 100 Bares, Antena 3 Films, Catmandu Entertainment, JEMPSA, Telefe et Canal Plus
- Distribution : Universal Pictures
- Pays :  Argentine,  Espagne
- Langue : espagnol
- Dates de sortie :
  - Argentine : 18 juillet 2013

## Distribution
- David Masajnik : Amadeo
- Fabián Gianola : El Beto
- Miguel Ángel Rodríguez : Capitán Liso
- Horacio Fontova : Loco
- Pablo Rago : Capi
- Lucía Maciel : Laura
- Diego Ramos : Grosso
- Coco Sily : Mánager
- Natalia Rosminati : Maty
- Ernesto Claudio : Cura
- Lucila Gómez : Carmiño